# Psychoda lucubrans
Psychoda lucubrans är en tvåvingeart som beskrevs av Quate 1959. Psychoda lucubrans ingår i släktet Psychoda och familjen fjärilsmyggor. Inga underarter finns listade i Catalogue of Life.